# Бокоњано
Бокоњано (фр. Bocognano) је насељено место у Француској у региону Корзика, у департману Јужна Корзика.
По подацима из 2011. године у општини је живело 470 становника, а густина насељености је износила 6,61 становника/km².

## Демографија
| 1962. | 1968. | 1975. | 1982. | 1990. | 2011. |
| ----- | ----- | ----- | ----- | ----- | ----- |
| 432   | 404   | 340   | 315   | 290   | 470   |